# Cổng trời Phước Sơn
Dốc Cổng trời Phước Sơn trên quốc lộ 14 tức đường Hồ Chí Minh, ở vùng giáp ranh xã Phước Đức và Phước Năng huyện Phước Sơn tỉnh Quảng Nam, Việt Nam .
Dốc Cổng trời ở cách thị trấn Khâm Đức cỡ 6 km theo quốc lộ về phía nam .